# منتخب إستونيا للباندي
منتخب إستونيا الوطني للباندي (بالإستونية: Eesti jääpallikoondis)‏ هو ممثل إستونيا الرسمي في المنافسات الدولية في الباندي في فئة الباندي للرجال.